# Il becco giallo
Il becco giallo (sottotitolo: Dinamico di opinione pubblica) è stata una rivista satirica italiana, tra le più note negli anni venti.

## Storia
Il settimanale venne fondato nel 1924 da Alberto Giannini, con caporedattore Eugenio Guarino.
L'editoriale del primo numero si schierava apertamente contro il fascismo:
Nel 1926 il regime fascista costrinse Giannini a chiudere la rivista e ad emigrare in Francia.

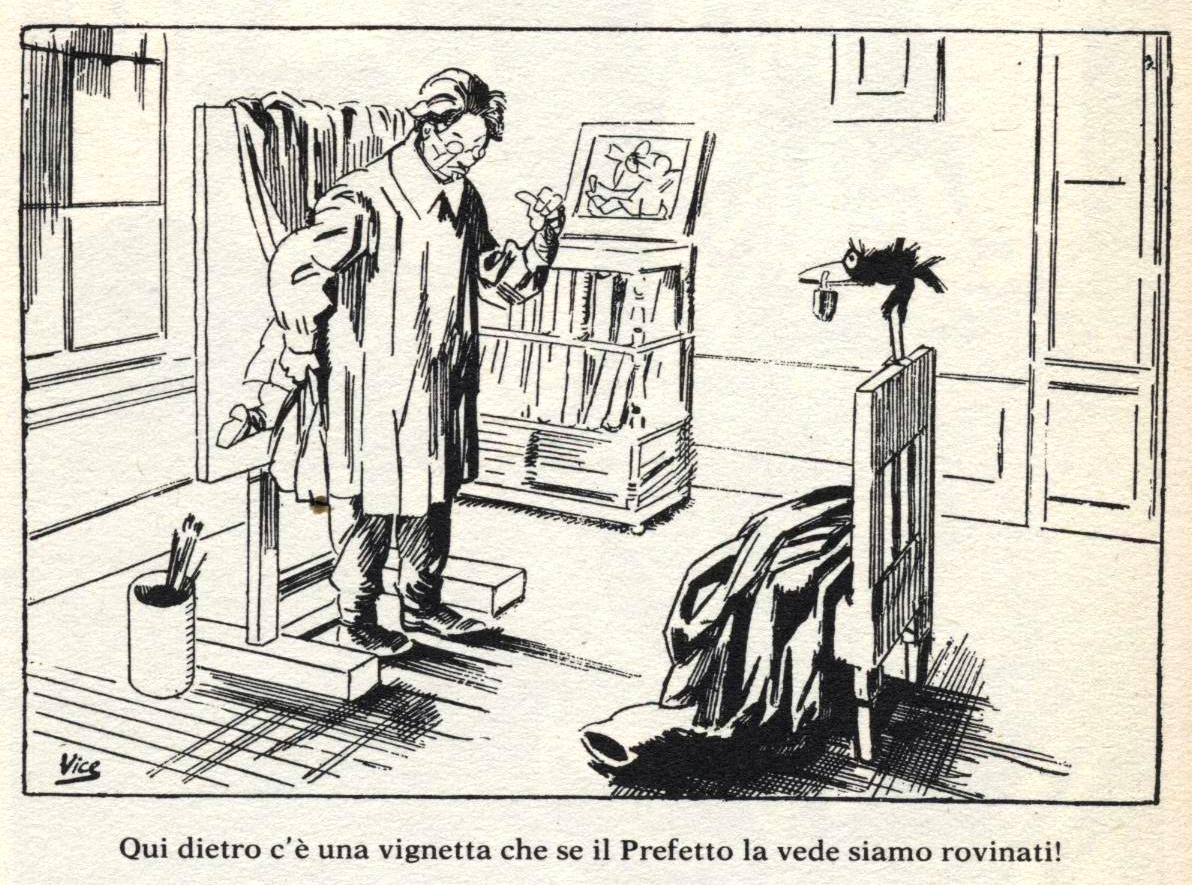
Gabriele Galantara, Nell'atelier di Rata Langa! ("Il becco giallo" del 18 gennaio 1925).

Tra i collaboratori della rivista figuravano Adriano Tilgher, Corrado Alvaro, il generale Roberto Bencivenga, Raffaele Ferruzzi (futuro direttore del settimanale Cantachiaro), Giuseppe Russo (Girus), Egeo Carcavallo (tra i fondatori nel 1933 del giornale umoristico Il Settebello), Roger Chancel, Adolfo Bosellini, Tomaso Smith, Paolo Garretto (Gar), Paolo Giordani, Giuseppe De Falco, Eugenio Giovannetti, Gabriele Galantara, noto anche con lo pseudonimo di "Rata-Langa", Augusto Camerini, Alberto Cavaliere e Tullio Gramantieri, che dopo la chiusura della rivista passarono alla redazione del Marc'Aurelio.
Il 1º agosto 1927 apparve a Parigi la nuova serie clandestina della rivista, con condirettore Alberto Cianca, grazie alle sovvenzioni finanziarie raccolte negli ambienti della Concentrazione antifascista tramite l'intervento di Filippo Turati e dell'industriale italo-argentino Torquato Di Tella, e successivamente anche col contributo del movimento Giustizia e Libertà
Nell'ambito culturale, uno dei bersagli della satira del Becco giallo fu lo scrittore Luigi Pirandello, che per la sua devozione a Mussolini fu ribattezzato P.Randello.
Le pubblicazioni della rivista clandestina continuarono fino all'agosto del 1931 (77 numeri in tutto), quando il giornale chiuse per contrasti sorti fra Carlo Rosselli, che garantiva i finanziamenti, e Giannini, che dirigeva la rivista.
Fu rifondato nel 1943 nella Palermo da poco liberata dagli alleati, riprendendo la numerazione della serie precedente. Chiuse definitivamente due anni dopo.

## Galleria d'immagini

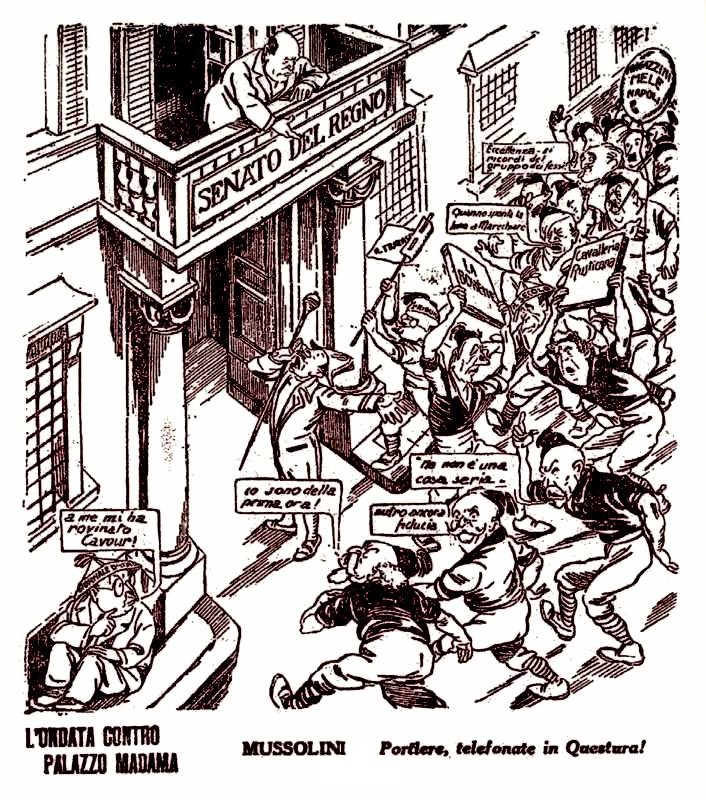
Vignetta del 21 settembre 1924 sull'imborghesimento di Mussolini.
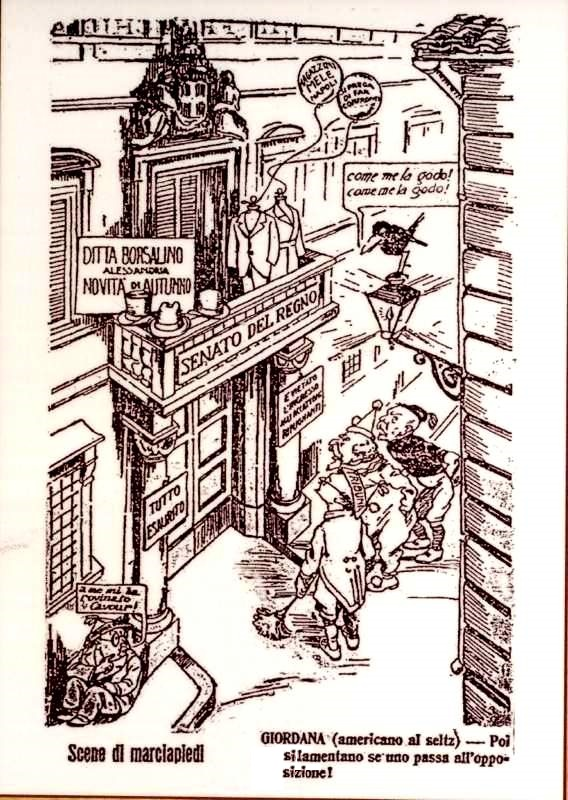
Vignetta del 1924 sull'imborghesimento di Mussolini.
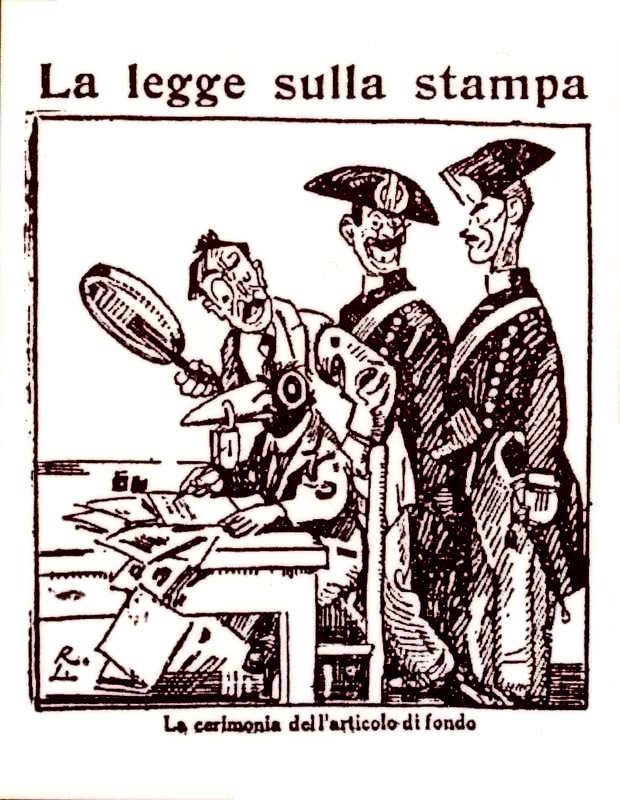
Vignetta intitolata "La legge sulla stampa" (1924).
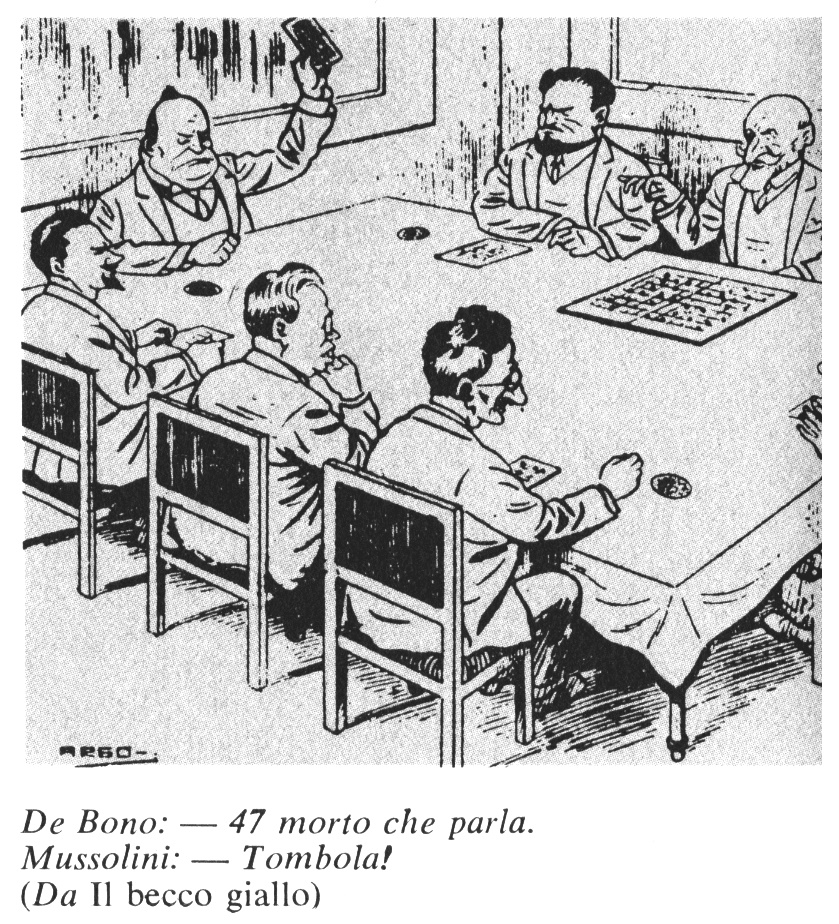
Vignetta del 1925 sul delitto Matteotti.
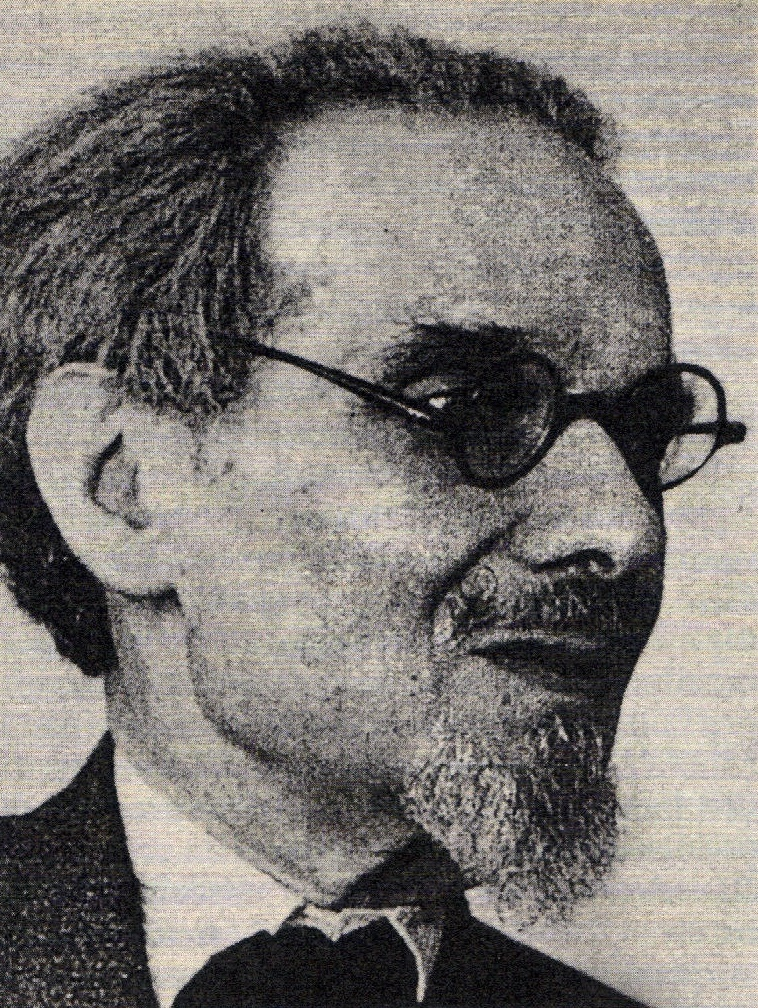
Gabriele Galantara, caricaturista del Becco Giallo nel 1925.